# Американски пай: Отново заедно
„Американски пай: Отново заедно“ (на английски: American Reunion/American Pie 4: Reunion/American Pie: Reunion) е американски тийн секс комедия от 2012 г., написана и режисирана от Джон Харвиц и Хейдън Шлосбърг. Това е четвъртата част от филмовата поредица „Американски пай“. Филмът получава смесени отзиви от критиците и който печели 235 милиона долара в световен мащаб.